# كأس ألبانيا 1965–66
كأس ألبانيا 1965–66 (بالألبانية: Kupa e Republikës 1965-66‏) هو موسم من كأس ألبانيا. أشرف على تنظيمه اتحاد ألبانيا لكرة القدم، وفاز فيه بارتيزاني تيرانا.